# Elijah Keitany
Elijah Keitany (1983) is een voormalige Keniaanse langeafstandsloper, die gespecialiseerd was in de halve marathon en de hele marathon.
In 2008 werd Keitany derde op de halve marathon van Berlijn in een persoonlijk record van 1:00.10. In 2009 won hij de halve marathon van Ostia en vestigde hiermee de achtste Keniaanse overwinning op rij.
Op 18 oktober 2009 werd hij tweede op de marathon van Amsterdam. Zijn tijd van 2:06.41 werd alleen onderboden door de winnaar Gilbert Yegon, die met een parcoursrecord van 2:06.18 over de finish kwam. Dit was niet zijn eerste Nederlandse wedstrijd, want in september dat jaar werd hij al eens tiende op de halve marathon van Rotterdam.

## Persoonlijke records
| Onderdeel      | Prestatie | Datum             | Plaats    |
| -------------- | --------- | ----------------- | --------- |
| 10 km          | 28.17     | 13 september 2009 | Rotterdam |
| 15 km          | 43.03     | 13 september 2009 | Rotterdam |
| halve marathon | 1:00.10   | 6 april 2008      | Berlijn   |
| marathon       | 2:06.41   | 18 oktober 2009   | Amsterdam |

## Palmares

### 10 km
- 2006:  Trierer Stadtlauf - 29.28
- 2006:  Silvesterlauf Saarbrücken - 30.20
- 2006:  Mainova Silvesterlauf in Frankfurt - 30.13
- 2007:  Ludwigsburger Citylauf - 28.35
- 2007:  Küsten in Otterndorf - 30.20
- 2008:  Sonsbecker Brunnenlauf - 29.13
- 2008:  Tumringer Panoramalauf in Lörrach - 29.14,0

### halve marathon
- 2006:  halve marathon van Schwartzwald - 1:04.21
- 2006: 4e halve marathon van Regensburg - 1:05.42
- 2007:  halve marathon van Regensburg - 1:02.40
- 2007:  halve marathon van Trier - 1:03.49
- 2007:  halve marathon van Hamburg - 1:04.38
- 2007:  halve marathon van Kiel - 1:02.29
- 2008:  halve marathon van Berlijn - 1:00.10
- 2008:  halve marathon van Trier - 1:07.06
- 2009: 10e halve marathon van Rotterdam - 1:01.13,8
- 2009:  halve marathon van Ostia - 1:00.59
- 2012:  halve marathon van Buenos Aires - 1:02.30

### 30 km
- 2007:  Stralugano - 1:36.23,5

### marathon
- 2006:  marathon van Bremerhaven - 2:25.10
- 2009:  marathon van Amsterdam - 2:06.41,0
- 2010: 13e marathon van Boston - 2:14.48
- 2010: 8e marathon van Frankfurt - 2:09.19
- 2011: 5e marathon van Amsterdam - 2:06.53
- 2012: 5e marathon van Gyeongju - 2:09.08
- 2013: 6e marathon van Seoel - 2:09.53
- 2013: 4e marathon van Lissabon - 2:15.01
- 2014:  marathon van Mont Saint Michel - 2:12.18
- 2014:  marathon van Ljubljana - 2:08.37

### veldlopen
- 2006:  Darmstadt Cross - 28.31,9